# 69 Orionis
69 Orionis (f¹ Orionis) é uma estrela na direção da Orion. Possui uma ascensão reta de 06h 12m 03.28s e uma declinação de +16° 07′ 49.6″. Sua magnitude aparente é igual a 4.95. Considerando sua distância de 774 anos-luz em relação à Terra. Pertence à classe espectral B5Vn.